# Schandpaal (Elzele)

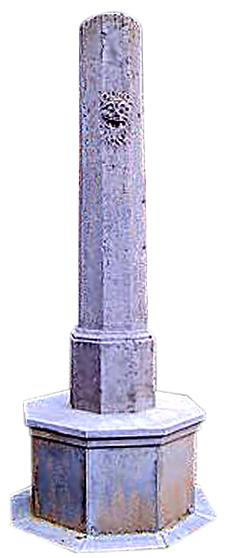
Schandpaal

De schandpaal (Frans: pelori) is een monument in de plaats Elzele in de Belgische provincie Henegouwen.
Deze schandpaal bevindt zich nabij het koor van de Sint-Pieters-Bandenkerk. Hij bestaat uit een achtkante zuil met op twee tegenoverliggende zijden het reliëf van een leeuwenkop. Deze zuil stamt uit het midden van de 17e eeuw. Hij is geplaatst op een veel jongere sokkel.